# Guy Dilweg

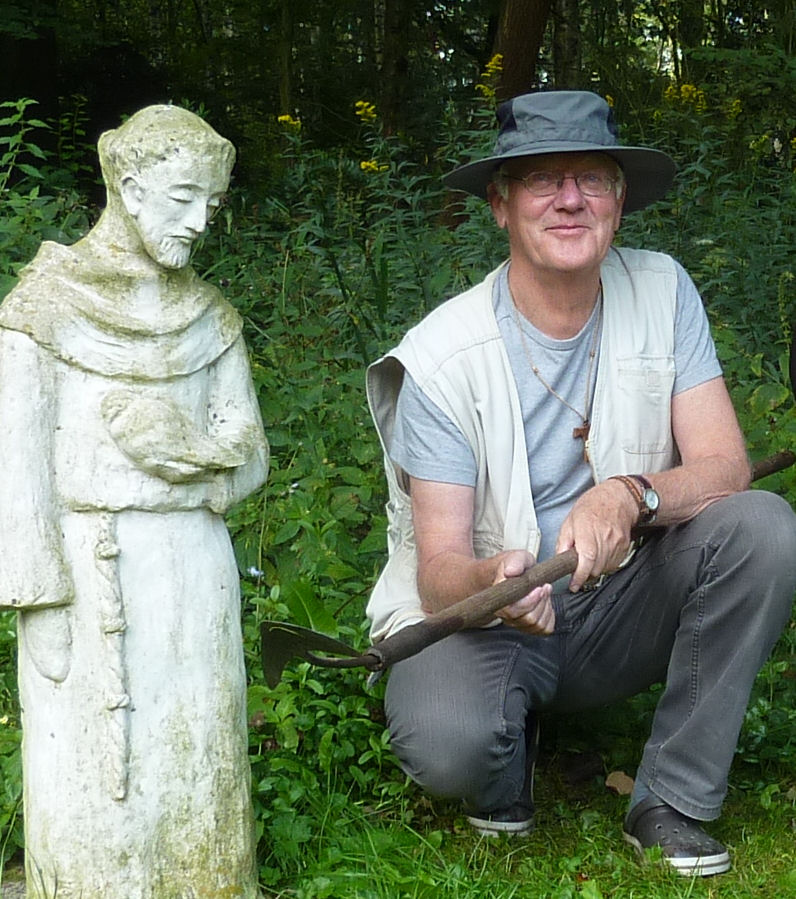
Guy Dilweg

Guy Dilweg (1944) is een Nederlandse franciscaan, vredesactivist en actief in de milieubeweging. 
Guy Dilweg was van 1978 tot 1983 algemeen secretaris van Pax Christi Nederland en voorganger van Jan ter Laak. Hij is de stichter van het Franciscaans Milieuproject, ook wel bekend als het milieuklooster Stoutenburg bij Amersfoort.
In de periode dat hij algemeen secretaris was, richtte Pax Christi zich op een groot aantal onderwerpen die te maken hadden met vrede, veiligheid en mensenrechten. Brandhaarden als het Midden-Oosten en het Zuid-Afrika onder het apartheidsbewind, spanningen tussen Molukkers in Nederland en de Nederlandse overheid (de treinkaping bij De Punt) vroegen de aandacht. Maar ook de contacten met (dissidenten in) Oost-Europa, de begeleiding van dienstweigeren en de omschakeling van de wapenindustrie. Bij zijn aantreden bij Pax Christi had het bestuur van Pax Christi aarzelingen of bezwaren tegen de toen al lopende campagne van het IKV "Help de kernwapens de wereld uit, om te beginnen uit Nederland". Dilweg vond dat de kerkelijke vredesbeweging één lijn moest trekken en vanaf 1980 ging Pax Christi de campagne tegen de kernbewapening voluit steunen. Pax Christi maakte in zijn periode een snelle groei door en hij legde samen met Ben ter Veer de basis voor de discussie over kernwapens in de r.k. kerk. In 1982 gaf hij aan dat hij misschien niet meer "het gezicht" was, wat Pax Christi nodig had. (In: Niek Megens en Hilde Reiding, Bewegen binnen smalle marges. Pax Christi Nederland. 1965 -1990. Nijmegen/Utrecht 1999. Pag. 84 - 87). Bovendien bleek zijn hart meer uit te gaan naar de milieubeweging.
Na een sabbatjaar dat hij deels doorbracht in het Zentrum für Initiatische Therapie in Todtmoos-Rütte, maakte hij een nieuwe start, nu als religieus vormingswerker en redacteur. Hij ontwikkelde het Franciscaanse vormingsjaar 'Simpelweg' en het 'Franciscaans Jongerenwerk'. Beide activiteiten hadden hun  thuisbasis in het Koetshuis van het klooster/kasteel Stoutenburg. Daar in het Koetshuis groeide het idee voor een open en oecumenische kloostergemeenschap die het leven zou inrichten in verbondenheid met de natuur: het Franciscaans Milieuproject.
"Toen ik in 1963 als jonge franciscaan voor het eerst op Stoutenburg kwam", zegt hij terugblikkend, "werd ik verliefd op de plek." Hij droomde van een franciscaanse gemeenschap van mannen en vrouwen en kinderen die leefden van handwerk, zoals een tweedehandswinkel van Sinkel, een moestuin en een drukkerij. "Ik had nooit gedacht dat ik in 1991, bijna dertig jaar later, de kans zou krijgen om zoiets ook echt te beginnen: een religieuze gemeenschap die in een kloosterlijk ritme leeft in verbondenheid met de natuur, in Stoutenburg. Het milieuklooster werd geboren." 

## Publicaties
- Franciscus van Assisi: een leven (met krijttekeningen van Wilfried de Boer)
- Over Liefde, Twaalf gesprekken met broeder Franciscus (met chinese inkt tekeningen van de auteur)
- Aarde, mijn aarde, Teksten om van de aarde te gaan houden
- Geloven in de Aarde, naar een vreugdevolle spiritualiteit van verbondenheid